# André Bouteiller
André Bouteiller, né le 1er février 1932 à Romainville (Seine) et mort le 7 mai 2006 à Monaco, est un footballeur français. Il évolue durant sa carrière au poste de milieu droit.

## Biographie
André Bouteiller naît le 1er février 1932 à Romainville, dans le département de la Seine. C'est néanmoins dans le sud de la France, au SC Toulon, qu'il commence sa carrière professionnelle à l'âge de 20 ans. Il fait en effet ses premières apparitions en 1952-1953 dans l'équipe première qui évolue alors en Division 2. Il inscrit 2 buts en 6 matchs. Il est davantage mis à contribution lors de sa seconde saison (19 matchs). Cependant son équipe n'atteint qu'une médiocre 18e place (sur vingt participants).
À l'été 1957, André Bouteiller signe au FC Nantes. Il s'impose comme un élément essentiel du onze nantais puisqu'en deux saisons, il prend part à près de 80 matchs. Mais les Canaris, qui ambitionnaient la montée en Division 1, sont très loin de leurs objectifs initiaux en terminant successivement à la 13e place en 1957-1958 puis au 14e rang en 1958-1959.
André Bouteiller part alors dans l'est de la France et rejoint l'US Forbach. Mais là-bas aussi sa saison s'achève dans le ventre mou de la D2. Néanmoins, le voisin sochalien, fraîchement relégué en D2 à l'issue de cette même saison 1959-1960, cherche des joueurs d'expérience pour parvenir à remonter immédiatement. Le FC Sochaux-Montbéliard contacte donc André Bouteiller qui accepte de relever ce challenge. Les Lionceaux terminent dans le quatuor de tête qui est alors promu en D1 à la fin de la saison. Malheureusement, leurs retrouvailles avec la Division 1 s'achèvent de nouveau sur une relégation. De retour en D2, André Bouteiller n'est que peu utilisé par Louis Dupal, qui l'entraînait déjà à Nantes. Il remporte néanmoins la Coupe Charles Drago en 1963 avec les Sochaliens, en étant titulaire lors de la finale disputée face à l'UA Sedan-Torcy.
En 1965-1966, enfin, André Bouteiller joue au CS Cuiseaux qui achève sa saison à la 12e et dernière place du groupe Sud-Est de CFA (troisième échelon du football français de l'époque).
Finalement, le bilan de la carrière professionnelle d'André Bouteiller s'élève à 22 matchs en Division 1, pour un but inscrit, et 161 matchs en Division 2, pour 14 buts inscrits.

## Carrière
- 1952-1954 :  SC Toulon
- 1954-1957 : ?
- 1957-1959 :  FC Nantes
- 1959-1960 :  US Forbach
- 1960-1963 :  FC Sochaux-Montbéliard
- 1963-1965 : ?
- 1965-1966 :  CS Cuiseaux

## Palmarès
Avec le FC Sochaux, il remporte la Coupe Charles Drago en 1963.